# Bjorn el Galés
Bjorn el Galés (del nórdico antiguo: Björn hinn breski) fue un caudillo vikingo de Bretland (Gales) en el siglo X. Era consejero de Álof, la hija del jarl Stefnir, que casó con Palnatoke fundador de los jomsvikingr, a quien Stefnir concedió título de jarl y cedió la mitad de sus tierras. Bjorn y Palnatoke llegarían a ser muy buenos amigos con quien compartió expediciones vikingas y finalmente entraría en la hermandad de los legendarios mercenarios vikingos. Bjorn fue padre adoptivo de Vagn Åkesson, el más joven de los jomsvikings y ambos participaron en la legendaria batalla de Hjörungavágr donde casi perdieron la vida. Tras la desaparición de los jomsvikings, regresó a Gales donde se convirtió en un influyente y prestigioso caudillo.
Según Lee M. Hollander, Bjorn y Stefnir son un testimonio en las sagas nórdicas de que los vikingos tuvieron enclaves en Gales.